# I Walk the Line (film)
I Walk the Line is een Amerikaanse dramafilm uit 1979 onder regie van John Frankenheimer. Destijds werd de film in Nederland uitgebracht onder de titel De sheriff.

## Verhaal
Sheriff Tawes houdt de wet hoog in het vaandel. Dan wordt hij verliefd op de mooie Alma McCain, dochter van een illegale drankstoker. Door die romance vernielt hij zowel zijn carrière als zijn privéleven.

## Rolverdeling
| Acteur             | Personage         |
| ------------------ | ----------------- |
| Gregory Peck       | Sheriff Tawes     |
| Tuesday Weld       | Alma McCain       |
| Estelle Parsons    | Ellen Haney       |
| Ralph Meeker       | Carl McCain       |
| Lonny Chapman      | Bascomb           |
| Charles Durning    | Hunnicutt         |
| Jeff Dalton        | Clay McCain       |
| Freddie McCloud    | Buddy McCain      |
| Jane Rose          | Elsie             |
| J.C. Evans         | Opa Tawes         |
| Margaret A. Morris | Sybil             |
| Bill Littleton     | Pollard           |
| Leo Yates          | Vogel             |
| Nora Denney        | Darlene Hunnicutt |